# Explosion de poudre noire de Cork
L'explosion de poudre noire de Cork est une grande explosion qui a eu lieu le 3 novembre 1810 à Cork, en Irlande. 
Trois maisons sont détruites, vingt-deux personnes sont tuées et plus de quarante sont blessées lorsque la poudre noire stockée dans la maison d'un ouvrier à Brandy Lane, Cork, explose. Une enquête ultérieure révèle que plusieurs employés de la Ballincollig Royal Gunpowder Mills (en) (alors la plus grande usine de fabrication de poudre noire au monde) volaient de la poudre et la stockaient chez eux. Celle-ci était ensuite revendue aux carrières pour le pétardage,. 
Les chiffres des autorités de Gunpowder Works montrent que près d'une demi-tonne de poudre manquait au cours des neuf mois précédant la catastrophe. 
Au cours de l'enquête, il est découvert que la poudre noire illicite devait être séchée lorsqu'elle était amenée à la maison de Brandy Lane. La méthode de séchage impliquait alors une bougie allumée,. 
Une collecte de fonds est ouverte pour les familles des victimes, celle-ci apportant plus de 12 000 livres en deux semaines,. 